# Hrabstwo Jackson (Kentucky)

Piramida wieku hrabstwa

Hrabstwo Jackson – hrabstwo w USA, w stanie Kentucky. Według danych z 2010 roku, hrabstwo zamieszkiwały 13494 osoby. Siedzibą hrabstwa jest McKee.

## Miasta
- Annville (CDP)
- McKee